# Boris Petrovič Uvarov
Boris Petrovič Uvarov (in russo Борис Петрович Уваров?; Oral, 3 novembre 1886 – Londra, 18 marzo 1970) è stato un entomologo russo naturalizzato britannico.
Laureato in biologia nel 1910, all'Università di San Pietroburgo è  stato direttore dell'Istituto per la protezione delle piante di Tiflis dal 1915 e curatore della sezione entomologica del Museo russo di San Pietroburgo dal 1919, nel 1920 si trasferì in Inghilterra, dove, nel 1945, divenne direttore del Centro anti-locuste.
Tra i massimi esperti di locuste e cavallette, fu membro della Royal Society dal 1950.